# Емпайър 2015
20-ите награди „Емпайър“ (на английски: 20th Empire Awards) се провеждат на 29 март 2015 г. в Лондон, а гласуването започва на 27 ноември 2014 г. Водещ на церемонията за втора поредна година е северноирландският актьор Джеймс Несбит. Това е седмата година, през която Джеймсън е спонсор на събитието и официалното име на наградите е Jameson Empire Awards.

## Множество номинации
| Заглавие на български            | Оригинално заглавие                       | Номинации | Награди |
| -------------------------------- | ----------------------------------------- | --------- | ------- |
| Игра на кодове                   | The Imitation Game                        | 6         | 1       |
| Зората на планетата на маймуните | Dawn of the Planet of the Apes            | 4         | 1       |
| Kingsman: Тайните служби         | Kingsman: The Secret Service              | 4         | 2       |
| Хобит: Битката на петте армии    | The Hobbit: The Battle of the Five Armies | 4         | —       |
| Юношество                        | Boyhood                                   | 3         | —       |
| Не казвай сбогом                 | Gone Girl                                 | 3         | 1       |
| Интерстелар                      | Interstellar                              | 3         | 2       |
| Теорията на всичко               | The Theory of Everything                  | 3         | —       |
| Пазители на Галактиката          | Guardians of the Galaxy                   | 2         | 1       |
|                                  | Oculus                                    | 2         | 1       |
| Падингтън                        | Paddington                                | 2         | 1       |
|                                  | The Babadook                              | 2         | 1       |
|                                  | The Guest                                 | 2         | —       |
| Под кожата                       | Under the Skin                            | 2         | —       |

## Награди и номинации по категория
| Филм | Британски филм |
| --- | --- |
| - Интерстелар - Юношество - Зората на планетата на маймуните - Хобит: Битката на петте армии - Игра на кодове | - Kingsman: Тайните служби - Падингтън - Игра на кодове - Теорията на всичко - Под кожата |
| Режисьор | |
| - Кристофър Нолан – Интерстелар - Мат Рийвс – Зората на планетата на маймуните - Мортен Тилдум – Игра на кодове - Питър Джаксън – Хобит: Битката на петте армии - Ричард Линклейтър – Юношество                     | |
| Актьор | Актриса |
| - Анди Съркис – Зората на планетата на маймуните - Бенедикт Къмбърбач – Игра на кодове - Брадли Купър – Американски снайперист - Еди Редмейн – Теорията на всичко - Ричард Армитидж – Хобит: Битката на петте армии | - Розамунд Пайк – Не казвай сбогом - Алисия Викандер – Ex Machina: Бог от машината - Емили Блънт – На ръба на утрешния ден - Фелисити Джоунс – Теорията на всичко - Кийра Найтли – Игра на кодове |
| Мъжки дебют | Женски дебют |
| - Тарън Еджъртън – Kingsman: Тайните служби - Дан Стивънс – The Guest - Даниел Хътълстоун – Вдън горите - Елар Колтрейн – Юношество - Джак О'Конъл – Несломен                                                       | - Карън Гилън – Oculus и Пазители на Галактиката - Кари Куун – Не казвай сбогом - Еси Дейвис – The Babadook - Гугу Мбата-Роу – Бел - Софи Куксън – Kingsman: Тайните служби                       |
| Комедия | Ужаси |
| - Падингтън - Внедрени в час 2 - Гранд Хотел Будапеща - The Inbetweeners 2 - LEGO: Филмът | - The Babadook - Анабел - Oculus - The Guest - Под кожата |
| Научнофантастичен филм или фентъзи | Трилър |
| - Х-Мен: Дни на отминалото бъдеще - Зората на планетата на маймуните - Пазители на Галактиката - Интерстелар - Хобит: Битката на петте армии                                                                        | - Игра на кодове - Завръщането на първия отмъстител - Не казвай сбогом - Kingsman: Тайните служби - Locke                                                                                         |